# Амбушюры (наушники)
Амбушю́р (от фр. embouchure «мундштук духового инструмента, наконечник, насадок», от фр. em- «в» и фр. bouche «рот») — это съёмная часть наушников, которая соприкасается с ухом.

## Общая информация
Амбушюры у полноразмерных наушников — это мягкие накладки из кожи, бархата, велюра или силикона, накладывающиеся на ушные раковины и полностью закрывающие их. У внутриканальных наушников или наушников-вкладышей амбушюры изготавливаются в виде небольших насадок разных размеров, которые надеваются на корпус наушника и располагаются непосредственно в ушной раковине.

## Материал изготовления

### Внутриканальные амбушюры
Внутриканальные амбушюры изготавливаются из силикона или из пеноматериала. 
Силиконовые амбушюры разделяются на одноконтурные, имеющие форму полусферы, и многоконтурные, с двумя и более уплотнительными контурами. 
Внутриканальные амбушюры из пены производятся из термочувствительного материала с эффектом памяти.  

### Полноразмерные амбушюры
Амбушюры для полноразмерных наушников изготавливают из велюра, бархата, натуральной и искусственной кожи. Наполнителем выступают различные пеноматериалы, иногда с эффектом памяти. 
Лучшим по шумоизоляции и комфорту считаются амбушюры из кожи или кожзаменителя. Они долговечнее и удобнее в использовании. Для исключения парникового эффекта некоторые производители делают перфорацию кожи амбушюров, чтобы создать естественную вентиляцию, а также немного снизить степень шумоизоляции.
Бархат и велюр чаще используются в амбушюрах для моделей профессионального уровня.